# Империята на Слънцето
Империята на Слънцето (на английски: Empire of the Sun) е драматичен филм от 1987 година, режисиран от Стивън Спилбърг с участието на Крисчън Бейл, Джон Малкович, Миранда Ричардсън и Джо Пантолиано.
Сценарият, написан от Том Стопард по новелата на Дж. Г. Балард, разказва историята на момчето Джейми Греам от заможно британско семейство, живеещо в красива къща в Шанхай, Китай, в навечерието на Втората световна война. Един ден, идилията на безгрижното детство се преобръща, когато японската армия окупира Шанхай и в настъпилия хаос, Джейми се загубва от родителите си. Той попада на двамата американски авантюристи Бейси и Франк с които започват да търсят изход от създалото се положение докато накрая попадат във военнопленнически лагер.
Актьорът Крисчън Бейл е 12-годишен при снимките на филма. Той е избран измежду 4000 момчета, явили се на прослушване за ролята. Решаваща вероятно се оказва и препоръката от актрисата Ейми Ървинг, вече работила с малкия Бейл, която по това време е съпруга на режисьора на филма Спилбърг.

## В ролите
| Актьор            | Роля                           |
| ----------------- | ------------------------------ |
| Крисчън Бейл      | Джим „Джейми“ Греам            |
| Джон Малкович     | Бейси                          |
| Миранда Ричардсън | госпожа Виктор                 |
| Джо Пантолиано    | Франк Демарсет                 |
| Найджъл Хавърс    | д-р Раулинс                    |
| Лесли Филипс      | Макстън                        |
| Масато Ибу        | сержант Нагата                 |
| Питър Гейл        | господин Виктор                |
| Емили Ричард      | Мери Греъм (майката на Джейми) |
| Рупърт Фрейзър    | Джон Греъм (бащата на Джейми)  |

## Награди и Номинации
| Награди                               | Награди                       | Награди         | Награди   |
| Награда                               | Категория                     | Име             | Резултат  |
| ------------------------------------- | ----------------------------- | --------------- | --------- |
| Награди „Оскар“                       | Най-добра кинематография      | Ален Давю       | номинация |
| Награди „Оскар“                       | Най-добър дизайн на костюмите | Боб Рингууд     | номинация |
| Награди „Оскар“                       | Най-добра музика              | Джон Уилямс     | номинация |
| Награди БАФТА                         | Най-добра кинематография      | Ален Давю       | награда   |
| Награди БАФТА                         | Най-добра музика              | Джон Уилямс     | награда   |
| Награди БАФТА                         | Най-добър дизайн на костюмите | Боб Рингууд     | номинация |
| Награди БАФТА                         | Най-добър адаптиран сценарий  | Том Стопард     | номинация |
| Награди „Златен глобус“               | Най-добър филм                |                 | номинация |
| Награди „Златен глобус“               | Най-добър адаптиран сценарий  | Том Стопард     | номинация |
| Награди на режисьорската гилдия (САЩ) | постижение в режисурата       | Стивън Спилбърг | номинация |